# Clara Antoons
Clara Antoons, née le 8 septembre 1996, est une actrice française.

## Biographie
Née le 8 décembre 1996, Clara Antoons a été révélée auprès du grand public à partir de 2013 dans Candice Renoir sur France 2, où elle incarne la fille de Candice. Elle suit alors, en 2015, des études de droit en Île-de-France et, de 2017 à 2020, des cours d'art et technique de l'acteur à l'école Claude Mathieu. Son personnage dans la série arrive en première position d'un sondage mené en 2016 sur la fille idéale représentée dans les séries françaises.
En 2022, elle joue le rôle de Louise Louvière, la victime assassinée dans le film Maigret de Patrice Leconte,.
En mars 2023, elle est membre du jury de la trente-troisième édition du festival Mamers en mars. D'avril à août, elle tourne dans la série Dans l'ombre où elle interprète la fille et assistante de communication d'un candidat à la présidentielle interprété par Melvil Poupaud.

## Filmographie

### Cinéma
- 2016 : Camping 3 de Fabien Onteniente : Linda
- 2022 : Maigret de Patrice Leconte : Louise (la victime)
- 2025 : Le Jour où le Titanic a coulé de Pierre-Yves Bezat : Miss Leroi (CM)

### Télévision
- 2013 : Candice Renoir : Emma, fille de Candice Renoir[9],[10],[11]
- 2017 : Crimes Haute Couture (épisode 19 de la saison 2 de Les Petits Meurtres d'Agatha Christie) : Françoise Vermeer
- 2018 : Nina (Saison 4, un épisode)
- 2021 : Nature blessée (épisode 2 de la saison 5 de Cassandre) : Marie Sirkazian
- 2021 : Munch (Saison 4, épisode 3)
- 2022 : Police de caractères (épisode 4 : Un loup dans la bergerie) : Héléna
- 2023 : Dans l'ombre de Pierre Schoeller : Iris
- 2024 : Meurtres au Puy-en-Velay de Laurence Katrian : Éléonore Conti

## Théâtre
- 2018 : Scud de Thomas Andrei et Nicolas Bazin : Machinéa
- 2019 : La Résistible Ascension d'Arturo Ui de Bertolt Brecht : Betty Dullfeet/Goodwill/Le procureur/Le domestique
- 2021 : Pigment.s de Mathilde Flament-Mouflard
- 2021 : Sixtine de Héloïse Marty
- 2023 : Roberto Zucco de Bernard Marie Koltès, de Thomas Bellorini
- 2023 : Les Fleurs de Macchabée de Grégoire Cuvier